# Senotainia nana
Senotainia nana är en tvåvingeart som beskrevs av Daniel William Coquillett 1897. Senotainia nana ingår i släktet Senotainia och familjen köttflugor. Inga underarter finns listade i Catalogue of Life.